# Escola de Maiorca

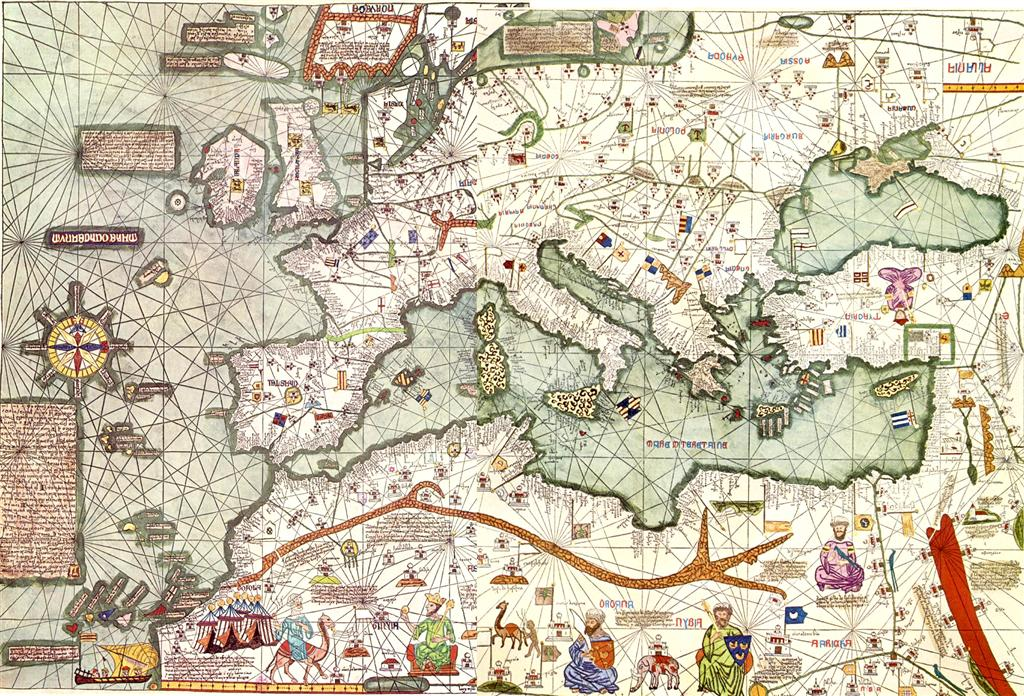
Atlas Catalão, 1375 (pormenor).

A chamada Escola de Maiorca designa um dos maiores centros de produção cartográfica da Idade Média. Situada em Palma de Maiorca, nas ilhas Baleares, rivalizava com sua contemporânea, a igualmente célebre Escola Cartográfica Italiana. O nome da Escola da Catalunha tem geralmente sido associado, na historiografia, à produção da "escuela mallorquina".
Os portulanos produzidos em ambas as escolas eram ricamente iluminados, e atendiam todos os países da Europa Ocidental e Mediterrânica.
Pedro IV de Aragão ordenou, em 1354, aos capitães dos seus navios que, em cada embarcação, houvesse sempre pelo menos duas dessas cartas. Conforme a técnica daquele período, a navegação era feita à vista da costa (cabotagem), permitindo esses mapas, onde eram indicados os regimes dos ventos pelas linhas loxodrómicas, intentar viagens ao largo.
Exemplo significativo da produção desses centros cartográficos é o Atlas Catalão, de 1375, confeccionado por determinação de Carlos V de França, o Sábio. Esta atlas possui oito folhas e o mapa, com as dimensões de 390 cm x 69 cm, é de autoria de Jaime de Maiorca (Jafuda Creques). Em conformidade com o sistema corporativo vigente à época, a cartografia, em sua produção e comércio, ficou associada a diversas famílias, que conservavam entre si certos segredos de ordem técnica.